# Пещера Крубера
Пеще́ра Кру́бера (Воро́нья; абх. Ӡоу Аҳаҧы, груз. კრუბერის გამოქვაბული) — глубочайшая пещера мира (2224 метра). Расположена в горном массиве Арабика в Абхазии, на территории частично признанной Республики Абхазия, согласно административному делению Грузии — на территории Абхазской Автономной Республики.

## Описание
Основной вход в пещеру расположен на высоте около 2250 м над уровнем моря в урочище Орто-Балаган. Карстовая пещера субвертикального типа, представляет собой череду колодцев, соединённых между собой перелазами и галереями. Второй вход в пещеру, открытый в августе 2014 года, расположен на 3 метра выше первого. Самые глубокие отвесы: 115, 110, 152 м. На глубине 200 м пещера разветвляется на две главные ветви: Некуйбышевская (на 2010 год глубина 1697 м) и Основную ветвь (нынешняя глубина до 2244 м). Начиная с глубины 1300 м, основная ветвь разветвляется на множество других ветвей. В донной части известно более 8 сифонов (расположены на глубинах от 1400 до 2144 м). Разгрузка карстовых вод происходит предположительно через реки Репруа, Агепста (обе выходят на поверхность на пляже возле г. Гагра) и через субмаринные источники в районе г. Гагра. Пещера находится в известняковой толще, причём донная часть от глубины 1600 м заложена в известняках чёрного цвета.

## История исследований
Пещера открыта и впервые исследована до глубины 95 м спелеологической экспедицией Института географии имени Вахушти Багратиони АН ГССР (руководитель — Л. И. Маруашвили) в 1960 году. Тогда же получила своё первое название: пещера Крубера, в честь основоположника российского карстоведения А. А. Крубера.
Забытая пещера вторично исследована (уже до глубины 210 м) красноярскими спелеологами в 1968 году. Они использовали название пещеры: Сибирская.
В 1982—1987 годах о пещере снова вспомнили. На этот раз её исследовали киевские спелеологи до глубины 340 м. Появилось третье название: пещера Воронья. После грузино-абхазской войны 1992—1993 годов республика оказалась отрезанной от свободного посещения спелеологами.
Работы возобновились в августе 1999 года, когда киевляне за одну экспедицию дошли до глубины 700 метров. В августе—сентябре 2000 года та же команда достигла глубины 1410 метров. В январе 2001 года экспедиция Украинской спелеологической ассоциации (УСА) при участии московских спелеологов поставила рекорд мира, достигнув отметки в 1710 метров. На этом ветвь заткнулась непроходимым завалом.
В августе 2003 команда Cavex пронырнула четвёртый сифон в боковой ветви и остановилась на глубине 1680 метров со свободным продолжением.
В июле 2004 года та же команда в той же ветви поставила новый рекорд мира — 1775 метров.
В августе того же года экспедиция УСА исследовала ещё одну ветвь. И вновь рекорд мира — 1840 м. Через два месяца, в октябре 2004 года УСА организовала новую экспедицию. 19 октября впервые в истории спелеологии преодолён 2-километровый рубеж — 2080 м.
В августе 2005 года спелеологами Г. Сапожниковым и Л. Поздняковой в ходе экспедиции команды Cavex впервые было проведено гидронивелирование пещеры до известного дна — 2080 м. Повторное гидронивелирование фрагмента пещеры Крубера (Воронья) до глубины 1200 м было проведено два месяца спустя в рамках очередной экспедиции УСА.
Серия последующих экспедиций соперничающих команд Cavex и УСА занималась проныриванием донных сифонов, несколько раз увеличивая глубину пещеры. Последний рекорд на дне (2197 м, 10 августа 2013 года) был установлен симферопольским спелеологом Геннадием Самохиным.
Летом 2014 года командой КС МГУ в результате восхождения из основного ствола п. Крубера-Воронья с глубины 230 м был открыт новый вход (п. Арбаика), расположенный на 3 м выше основного, что увеличило общую глубину пещерной системы до 2199 м.
В той же экспедиции на глубине 350 м была открыта Светланкина галерея, по которой в следующей экспедиции КС МГУ при участии команды Cavex летом 2015 года были соединены пещерная система Крубера-Воронья-Арбаика и соседняя пещера Куйбышевская (входящая в другую систему — Арабикскую). По историческому названию последней системы, в которую ранее уже входила п. Куйбышевская: Куйбышевская-Генрихова Бездна-Детская, — вся новая пещерная система стала называться Крубера-Воронья-Арабикская. Таким образом, у системы ныне известно пять входов.
В августе 2017 статус глубочайшей пещеры мира перешёл к пещере Верёвкина (2212 м, массив Арабика, Абхазия).
В августе 2024 года команда спелеологов из России достигла глубочайшей точки пещеры равной 2224 м.

## Фауна
Обнаружены бескрылые членистоногие Deuteraphorura kruberaensis, Schaefferia profundissima, Anurida stereoodorata, Plutomurus ortobalaganensis и стигобионтные амфиподы Kruberia abchasica

### Фотографии
- Фотографии Крубера 2007, УСА. Архивировано 4 марта 2016 года.
- Экспедиция команды CAVEX в пещеру Крубера-Воронья 2011. Архивировано 22 декабря 2015 года.
- Фотографии экспедиции УСА «Зов бездны» '2012. Архивировано 22 марта 2015 года., Фотоотчет руководителя экспедиции Юрия Касьяна / Украинская спелеологическая Ассоциация

### Видео
- «Спелеология. Путешествие к центру Земли». Архивировано 22 декабря 2015 года., прикл. фильм/документалистика, 2005, режиссёр: Александр Славин, Алексей Романов. В ролях: команда Cavex.